# Айхенбарлебен
Айхенбарлебен (на немски: Eichenbarleben) е село в Германия, провинция Саксония-Анхалт.
Имало е статут на община, днес е в община Хое Бьорде (Hohe Börde).
В селото е роден Константин фон Алвенслебен – пруски, по-късно и германски генерал.